# Reserva natural del Pilar
La reserva natural del Pilar (RNP), reserva natural de Pilar o reserva natural urbana de Pilar es un espacio verde protegido situado en la planicie de inundación del río Luján, en el partido del Pilar, nordeste de la provincia de Buenos Aires, Argentina, al noroeste del área de conurbación Gran Buenos Aires. Su entrada se encuentra en las coordenadas: 34°24'45.70"S 58°54'57.38"O. 

## Historia
Esta reserva fue creada en el año 1991 por la ordenanza municipal 44/91, promulgada por decreto municipal 147/91. Posteriormente, y mediante las ordenanzas 082/03 y 222/03, fue ampliada su superficie, llegando a un total de 297 ha, las que están divididas en 3 áreas que distan entre sí unos 1000 m.
A fines del año 2002 la conservacionista Marta Murga despertó el interés en un grupo de concejales del municipio, sobre la posibilidad de implementar el área protegida en el partido, y otorgarle una mejor sustentación jurídica. Al poco tiempo, se reunió un grupo de voluntarios con ese mismo fin. 
El decreto municipal N.º 931/03 del 20 de agosto de 2003 declara como comprendidas bajo la figura jurídica de «reserva natural urbana» a 5 parcelas de tierras fiscales situadas en la ribera norte del río Luján, justo detrás de la exfabrica militar y de la exfabrica Anilinas Argentinas, las que sumaban 146 ha. En dicho decreto también se declara de interés ecológico municipal para la conservación de la flora y fauna otras 123 ha linderas a las anteriores.
La entidad no gubernamental de bien público encargada de velar por la conservación del área protegida es la «Asociación para la protección del patrimonio natural del partido del Pilar», la que cuenta con el reconocimiento de su personalidad jurídica desde el 10 de febrero de 2004, mediante la resolución N.º 450 de la Dirección Provincial de Personas Jurídicas.y ano.

## Características generales

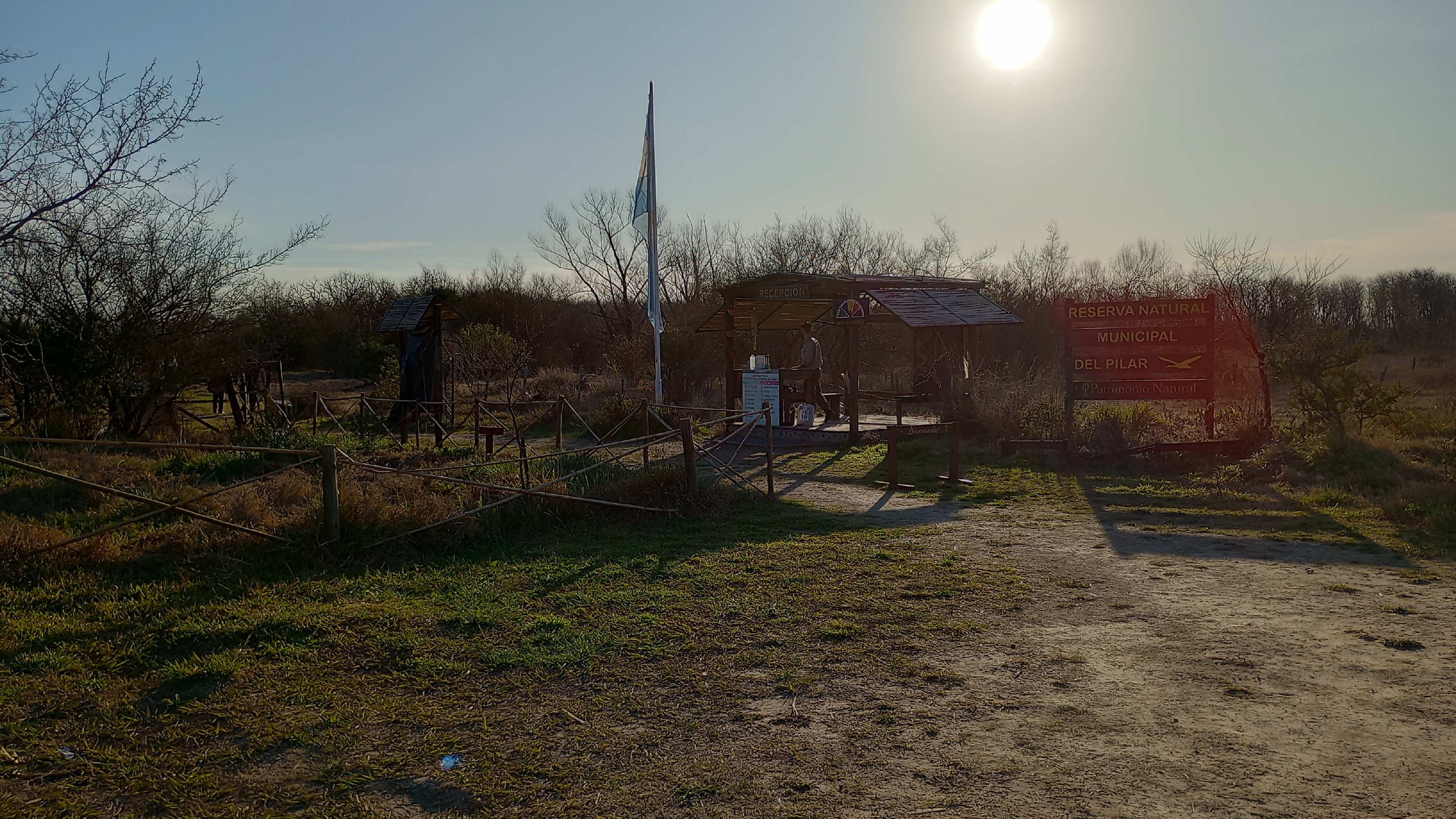
Entrada a la Reserva Natural del Pilar, Agosto 2022

Buena parte de la reserva es inundada en las grandes crecidas del río Luján. El agua permanece sobre los sectores de menor altitud de la superficie protegida sólo pocos días, pero resulta un limitante para las especies de leñosas con raíces que no soportan anegación, por lo que las especies que viven en el bosque que bordea ese río están especialmente adaptadas. Estas crecidas alimentan lagunas, bañados, y cañadones, tanto de agua dulce como salobre. Los humedales que presenta el área van desde pastizales inundados pocas veces al año hasta lagunas permanentes, tenido otras que poseen agua —de salinidad variable— sólo de manera temporaria.
El clima del área es pampeano típico, gracias a la acción morigeradora del gran río con aguas provenientes de latitudes intertropicales. La temperatura anual promedio es de 17,2 °C, y las precipitaciones anuales totalizan más de 1100 mm, y están repartidas especialmente entre los meses cálidos. En invierno suelen presentarse moderadas heladas.

## Patrimonio biológico

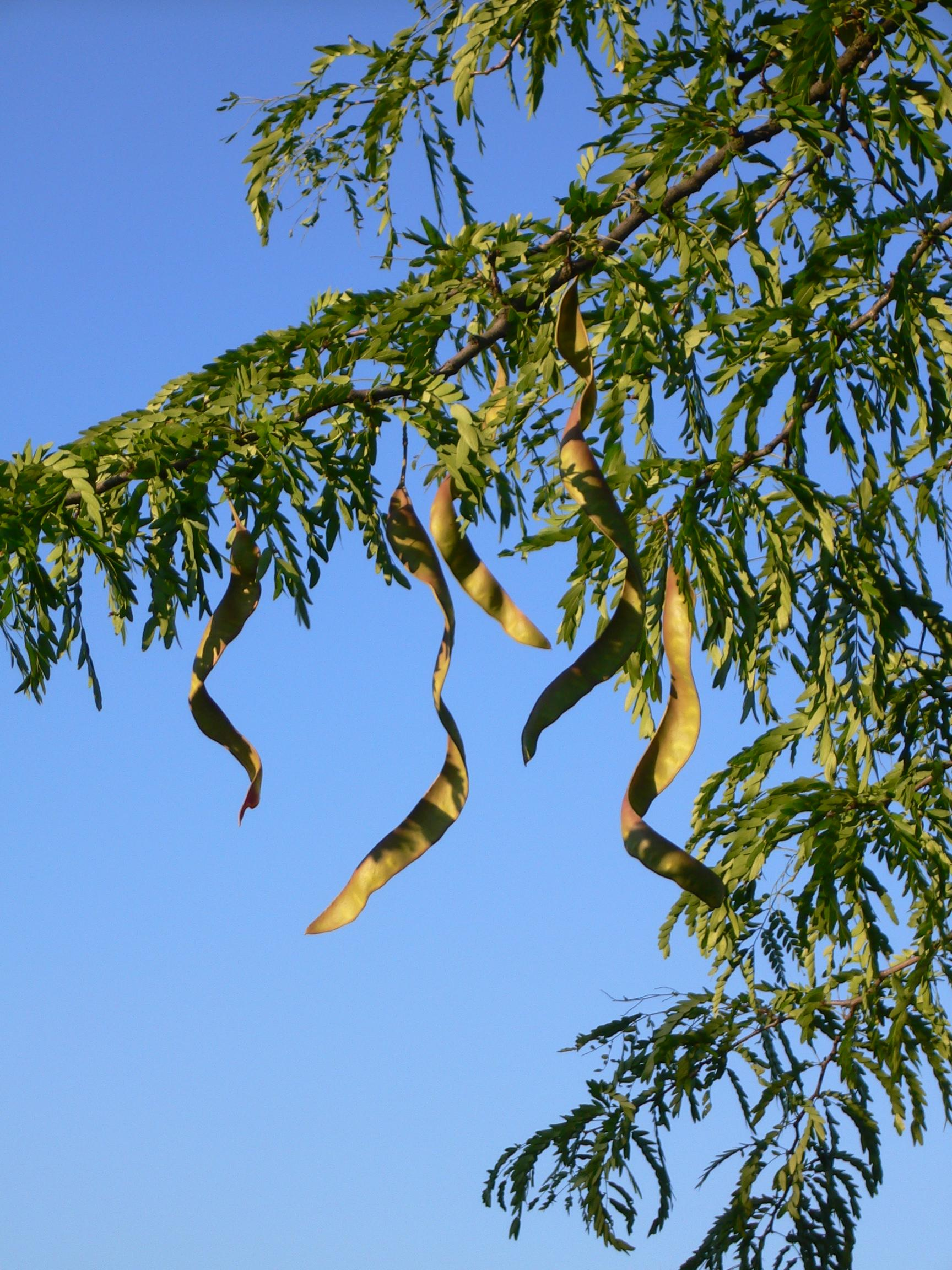
La acacia negra es la más grave de las especies exóticas que invaden esta reserva.

Fauna

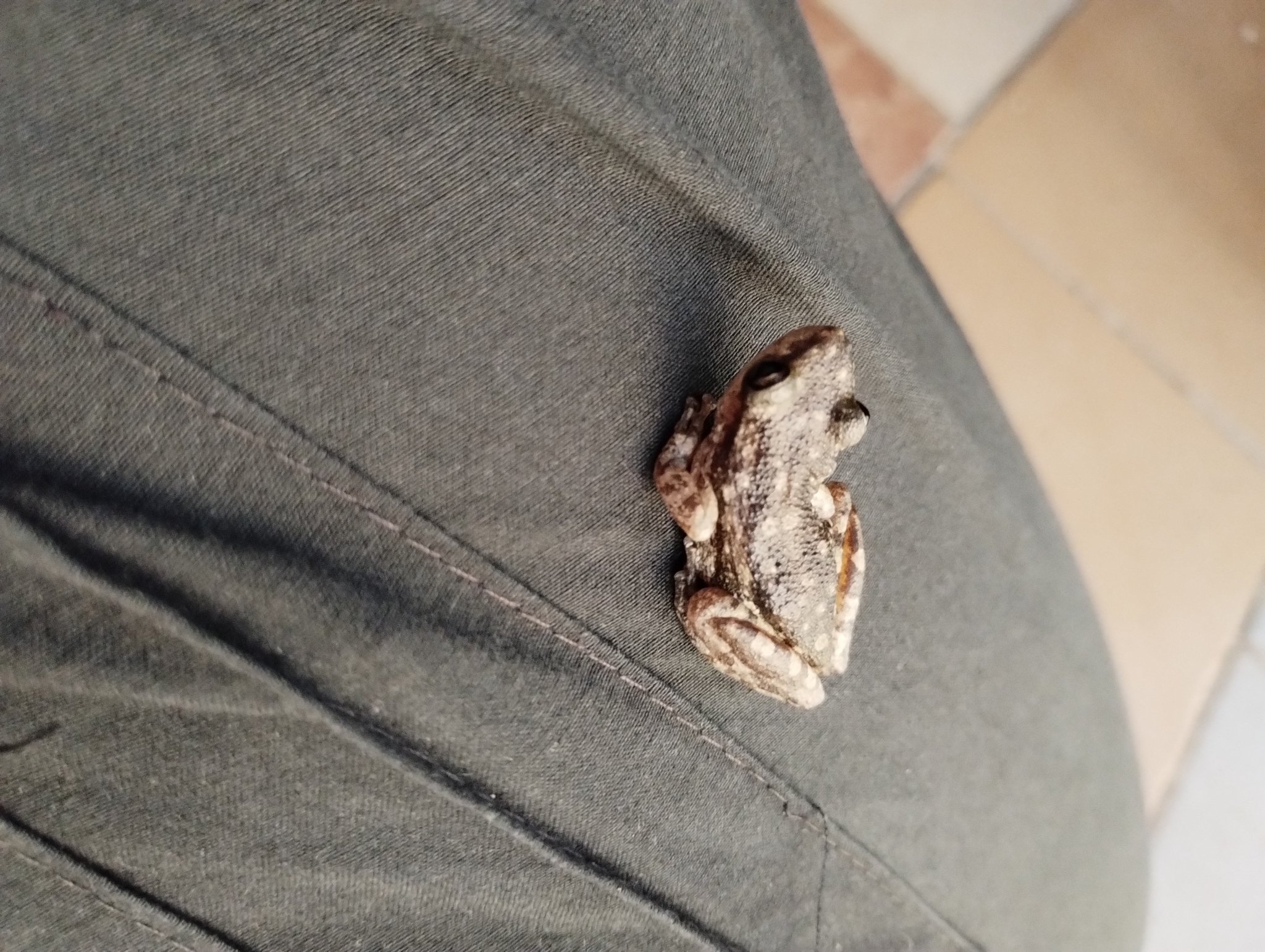
Ranita hocicuda (Scinax nasicus) en reserva Natural del Pilar

Son unas 226 las especies de aves ya detectadas en el área protegida; muchas de ellas nidifican en la misma. Los mamíferos suman 15 especies, entre los que destaca el lobito de río, especie escasa en la provincia. Son 12 las especies de peces ya capturadas. Los anfibios suman 16 especies. Los reptiles citados para el área suman 10 especies. Entre sus insectos destacan las mariposas.
Flora
Unas 100 especies de plantas vasculares fueron colectadas en el área protegida.
Junto a sus 6 kilómetros de ribera del río Luján se encuentran el ceibo, el sauce criollo, y el aliso de río, es decir, vegetación característica del delta del Paraná, perteneciente al distrito fitogeográfico de las selvas mixtas de la provincia fitogeográfica paranaense.
En albardones no afectados por la inundación del río, los que bordean a cavas poco profundas en un área alta de una antigua tosquera inactiva, se presentan bosques con talas de buen porte, cina-cinas, y espinillos, árboles pertenecientes al subdistrito fitogeográfico del tala del distrito fitogeográfico del algarrobo, perteneciente a la provincia fitogeográfica del espinal.
En las áreas abiertas se presentan los restos del pastizal pampeano, perteneciente al Distrito fitogeográfico pampeano oriental, perteneciente a la provincia fitogeográfica pampeana. Allí dominan las plantas herbáceas, en especial las gramíneas. La comunidad característica se denomina flechillar, se encuentra alterada por la ganadería, y mayormente destruida totalmente fuera del área por la agricultura. Otras comunidades edáficas e hidrófilas se presentan en los cursos fluviales, bañados y bajos, donde abundan los juncales, cataisales y duraznillares, salpicados por algunos arbustos del sarandí blanco.

Mediante un vivero de plantas nativas ubicado a unos kilómetros de la reserva, esta asociación se encarga de multiplicar y reintroducir en el área bajo su cuidado, especies originarias del nordeste de Buenos Aires. Entre las especies que ya se encontraban en el área al momento de declararla reserva, sobreviviendo de manera relíctica, estaba el sarandí colorado (Cephalantus glabratus), arbusto que forma aquí matorrales en sitios que permanecen inundados buena parte del año. El 26 de mayo de 2006, mediante el decreto municipal N.º 1395/06 se declaró a este arbusto «monumento natural municipal».

## Amenazas

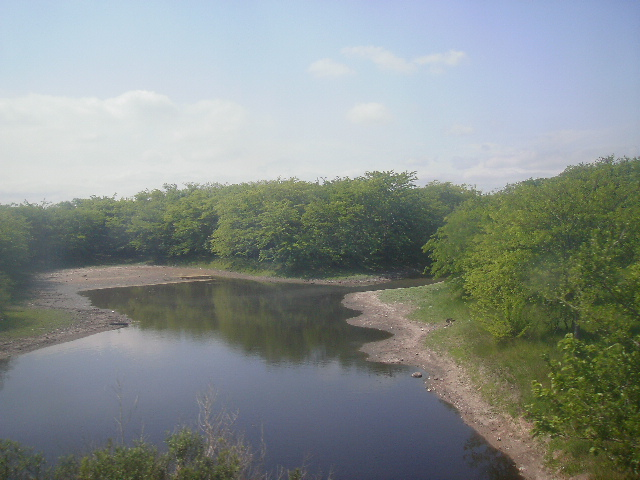
El río Luján, bordeado por el bosque de la exótica acacia negra, aguas abajo de la reserva.

La vegetación original se ve amenazada por la invasión de especies exóticas. Entre las leñosas destacan la mora blanca, el ligustro (de origen chino) y en especial la acacia negra (de origen estadounidense), esta última forma enormes galerías boscosas en ambas márgenes del río Luján. Las crecidas de ese curso fluvial le permiten conquistar nuevas áreas, gracias a sus enormes chauchas. Entre las herbáceas es relevante el lirio amarillo, el cual irrumpe en los humedales, a los que termina por dominar. Los pastizales sufren la invasión del abrojo y varias especies de tréboles. Todas estas especies han desarrollado neoecosistemas muy estables, pero a la vez biológicamente muy pobres.
Entre las especies faunísticas exóticas, es abundantes la libre europea, pero la más dañina es la ardilla de vientre rojo, la cual encuentra en la cuenca del río Luján la principal área de expansión en América del Sur.
Otras amenazas son la caza furtiva, el pastoreo de ganado proveniente de los predios linderos, y la contaminación del río Luján, ya que los municipios ubicados aguas arriba, así como fábricas situadas en el área de su cuenca, vuelcan al mismo sus efluentes sin ser antes adecuadamente tratados. El avance de las urbanizaciones, más las construcciones de megaurbanizaciones privadas en la cuenca (de 3113 km²), produce una disminución de las áreas silvestres próximas al área protegida, lo que conlleva un mayor «efecto isla» para su biodiversidad. El problema que afecta más directamente a la Reserva es el inicio de la construcción del barrio Verazul, ya que éste ocupa parte de uno de los sectores cedidos por el municipio a la misma.

## Visitas a la reserva
Mediante automóvil, desde la ciudad de Pilar se accede a la reserva por la ruta provincial 25 (Av. dr. Honorio Pueyrredón). A dicha ruta se llega desde la ciudad de Buenos Aires por la autopista Panamericana (ruta nacional 8, ramal Pilar), y al llegar a la 25 se toma por esta hacia la derecha (hacia el nordeste, en dirección a Escobar), circulando por 1500 metros hasta la calle Savio (que enfrenta al parque del colegio Carlos Pellegrini), donde se dobla a la izquierda, y se circula de manera recta por esta, en dirección noroeste. Posteriormente una curva hacia la izquierda y contracurva a la derecha (retomando así la dirección noroeste), hace que la calle cambie de nombre, primero Santo Tomás, y luego dr. Manuel Argerich. Finalmente se llega hasta la tranquera de entrada, a 3600 metros de la ruta 25. Todos estos tramos están asfaltados. Una línea de colectivo, que parte del centro de la ciudad de Pilar, llega hasta allí, es la que va a la exFábrica Militar.
Es ideal para paseos recreativos, o para avistar aves, plantas, insectos, y naturaleza en general. Mediante senderos, el visitante puede observar un variado conjunto de especies de animales y vegetales nativos del nordeste bonaerense.

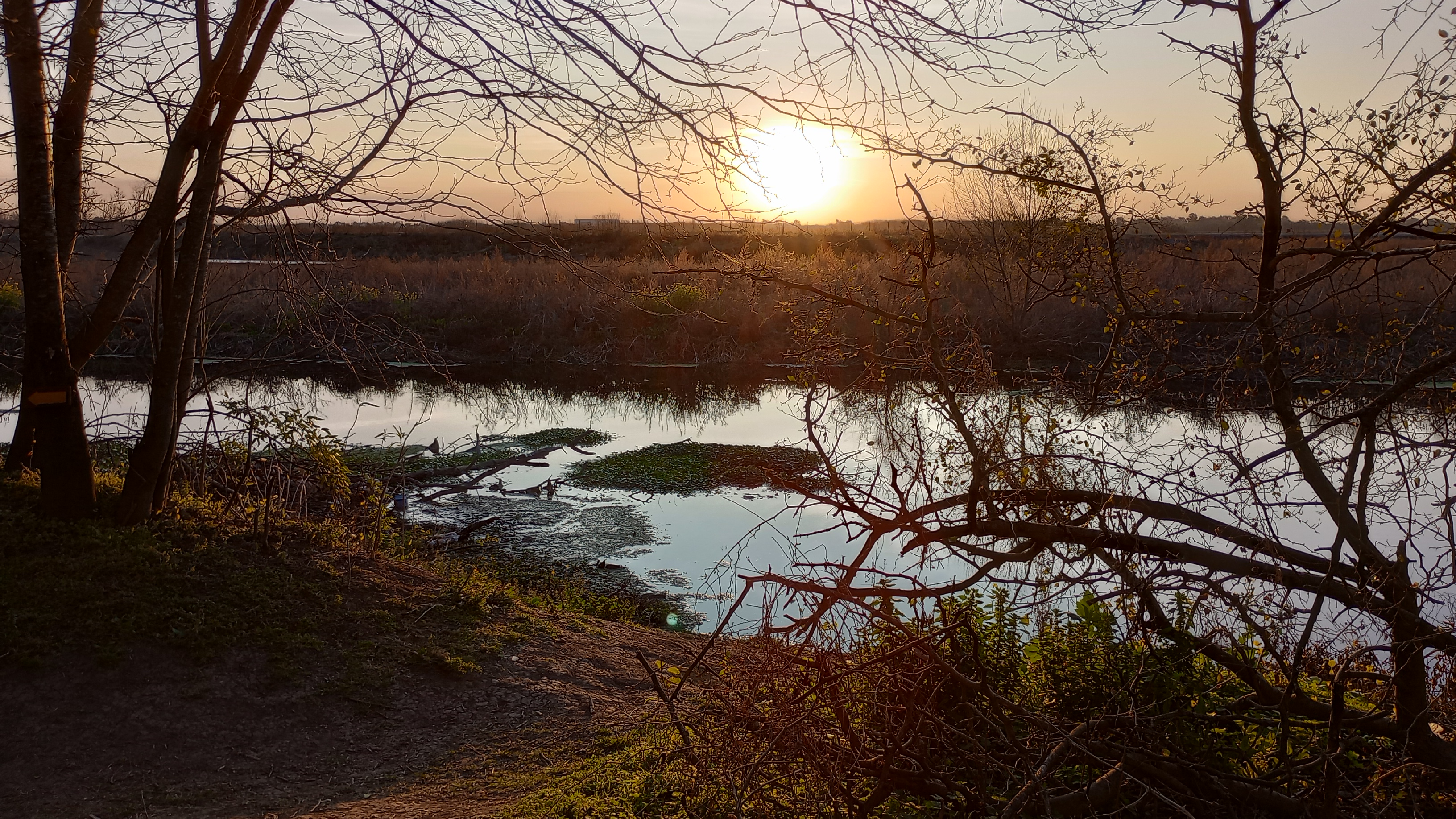
Vista al río Luján desde la Reserva Natural del Pilar al atardecer, Agosto 2022.

Se hacen visitas guiadas por orientadores especializados, siendo frecuentes las visitas de contingentes de escolares. La reserva también posee un vivero de plantas nativas, en el cual se producen ejemplares para reintroducir al espacio protegido.
Al ser una reserva natural urbana, sus roles principales son la educación e interpretación ambiental, la conservación de los recursos biológicos, la investigación científica, la participación de la ciudadanía y, por último, el esparcimiento de la población. A los niños y jóvenes de las escuelas de todos los niveles, la reserva los acerca a la naturaleza, actuando como un aula a cielo abierto.
Se puede visitar la reserva todos los días de la semana a partir de las 9 hs hasta las 18 hs en invierno y de 9 hs a 19:30 hs en verano. La entrada es gratuita.